# Spinosauridae
Os Spinosauridae (ou espinossaurídeos) são um clado ou família de dinossauros terópodes que compreende de dez à dezessete gêneros conhecidos. Eles ganharam destaque durante o período Cretáceo. Fósseis de espinossaurídeos foram recuperados em todo o mundo, incluindo África, Europa, América do Sul e Ásia. Seus restos foram geralmente atribuídos ao Cretáceo Inferior ao Médio.
Os espinossaurídeos eram grandes carnívoros bípedes. Seus crânios semelhantes a crocodilos eram longos, baixos e estreitos, com dentes cônicos com serrilhas reduzidas ou ausentes. As pontas de suas mandíbulas superior e inferior se espalharam em uma estrutura em forma de colher semelhante a uma roseta, atrás da qual havia um entalhe na mandíbula superior em que a ponta expandida da mandíbula inferior se encaixava. As narinas dos espinossaurídeos foram retraídas para uma posição mais para trás na cabeça do que na maioria dos outros terópodes, e eles tinham cristas ósseas em suas cabeças ao longo da linha média de seus crânios. Seus ombros robustos empunhavam membros anteriores atarracados, com mãos de três dedos que traziam uma garra alargada no primeiro dedo. Em muitas espécies, as espinhas neurais projetadas para cima das vértebras (espinha dorsal) eram significativamente alongadas e formavam uma vela nas costas do animal (daí a etimologia da família), que suportava uma camada de pele ou uma corcova gordurosa.
O gênero Spinosaurus, do qual a família, sua subfamília (Spinosaurinae) e sua tribo (Spinosaurini) emprestam seus nomes, é o predador terrestre mais longo conhecido do registro fóssil, com um comprimento estimado de até 14 metros e massa corporal de até 7,4 toneladas métricas. O gênero intimamente relacionado Sigilmassasaurus pode ter atingido um tamanho semelhante ou maior, embora sua taxonomia seja contestada. Evidências fósseis diretas e adaptações anatômicas indicam que os espinossaurídeos eram pelo menos parcialmente piscívoros (comedores de peixes), com achados fósseis adicionais indicando que eles também se alimentavam de outros dinossauros e pterossauros. A osteologia dos dentes e ossos dos espinossaurídeos sugeriu um estilo de vida semi-aquático para alguns membros deste clado. Isso é ainda indicado por várias adaptações anatômicas, como olhos e narinas retraídos; e o aprofundamento da cauda em alguns táxons, que foi sugerido ter ajudado na propulsão submarina semelhante à dos crocodilianos modernos.

## História das descobertas
O primeiro fóssil de espinossaurídeos, um único dente cônico, foi descoberto por volta de 1820 na Formação Wadhurst Clay pelo paleontólogo britânico Gideon Mantell. Em 1841, o naturalista Sir Richard Owen erroneamente o atribuiu a um crocodilo que ele chamou de Suchosaurus (que significa "lagarto crocodilo"). Uma segunda espécie, S. girardi, foi nomeada mais tarde em 1897. No entanto, a natureza espinossaurídea de Suchosaurus não foi reconhecida até uma redescrição de Baryonyx em 1998.
Os primeiros fósseis referidos a um espinossaurídeo foram descobertos em 1912 na Formação Bahariya, no Egito. Consistindo de vértebras, fragmentos de crânio e dentes, esses restos tornaram-se o espécime holótipo do novo gênero e espécie Spinosaurus aegyptiacus em 1915, quando foram descritos pelo paleontólogo alemão Ernst Stromer. O nome do dinossauro significava "lagarto da espinha egípcia", em referência às espinhas neurais extraordinariamente longas não vistas anteriormente em nenhum outro terópode. Em abril de 1944, o holótipo de S. aegyptiacus foi destruído durante um bombardeio aliado na Segunda Guerra Mundial. Em 1934, Stromer referiu um esqueleto parcial também da Formação Bahariya para uma nova espécie de Spinosaurus, o espécime já foi alternativamente atribuído a outro espinossaurídeo africano, Sigilmassasaurus.
Em 1983, um esqueleto relativamente completo foi escavado do poço Smokejacks em Surrey, Inglaterra. Esses restos foram descritos pelos paleontólogos britânicos Alan J. Charig e Angela C. Milner em 1986 como o holótipo de uma nova espécie, Baryonyx walkeri. Após a descoberta de Baryonyx, muitos novos gêneros foram descritos, com a maioria de restos muito incompletos. No entanto, outros achados contêm material fóssil suficiente e características anatômicas distintas para serem atribuídas com confiança. Paul Sereno e colegas descreveram Suchomimus em 1998, um membro de Baryonychinae do Níger, com base em um esqueleto parcial encontrado em 1997. Em 2004, ossos parciais de mandíbula foram recuperados da Formação Alcântara, estes foram referidos a um novo gênero de espinossauro chamado Oxalaia em 2011 por Alexander Kellner.
Em 2021, uma descoberta recente na Ilha de Wight, uma ilha na costa sul da Inglaterra, restos de um espinossaurídeo que se diz ser de uma nova espécie são encontrados. De acordo com as descobertas, tem cerca de 10 metros de comprimento e pesava várias toneladas. Os ossos pré-históricos do espinossaurídeo foram encontrados em uma camada geológica de rocha conhecida como Formação Vectis em Compton Chine, é o primeiro terópode identificável da Formação Vectis. O estudo foi liderado por Christopher Barker, um estudante de doutorado em paleontologia de vertebrados da Universidade de Southampton.

## Descrição

Tamanho comparado dos gêneros de espinossaurídeos (da esquerda para direita) Irritator, Baryonyx, Oxalaia, Spinosaurus, Suchomimus, e Ichthyovenator com humano

Embora as estimativas confiáveis de tamanho e peso para a maioria dos espinossaurídeos conhecidos sejam prejudicadas pela falta de material bom, todos os espinossaurídeos conhecidos eram animais grandes. O menor gênero conhecido de bom material é Irritator, que tinha entre 6 e 8 metros de comprimento e pesava cerca de 1 tonelada. Ichthyovenator, Baryonyx e Suchomimus variavam de 7,5 a 11 m de comprimento e pesavam entre 1 e 5,2 toneladas. Oxalaia pode ter atingido um comprimento entre 12 a 14 m e um peso de 5 a 7 toneladas. O maior gênero conhecido é o Spinosaurus, que era capaz de atingir comprimentos de 14 m e pesava cerca de 7,4 toneladas, tornando-o o mais longo dinossauro terópode conhecido e predador terrestre. O estreitamente relacionado Sigilmassasaurus pode ter crescido em tamanho semelhante ou maior, embora sua relação taxonômica com o Spinosaurus seja incerta. Essa consistência no tamanho do corpo grande entre os espinossaurídeos pode ter evoluído como um subproduto de sua preferência por estilos de vida semiaquáticos, pois sem a necessidade de competir com outros grandes dinossauros terópodes por comida, eles teriam sido capazes de crescer até grandes comprimentos.

### Crânio

Diagrama com anotações do crânio do Spinosaurus

Os crânios dos espinossaurídeos - semelhantes em muitos aspectos aos dos crocodilianos - eram longos, baixos e estreitos. Como em outros terópodes, várias fenestras (aberturas) no crânio ajudaram a reduzir seu peso. Nos espinossauros, no entanto, as fenestras anterorbitais foram bastante reduzidas, semelhantes às dos crocodilianos. As pontas das pré-maxilas (ossos do focinho mais frontais) foram expandidas em forma de colher, formando o que tem sido chamado de "roseta terminal" de dentes alargados. Atrás dessa expansão, o maxilar superior tinha um entalhe com dentes significativamente menores, nos quais as pontas também expandidas dos dentários (ossos com dentes da mandíbula) se encaixavam, com um entalhe atrás da expansão do dentário. As maxilas (principais ossos da mandíbula superior) eram longas e formavam um ramo baixo sob as narinas que se conectavam à parte traseira das pré-maxilas. Os dentes na parte frontal da maxila eram pequenos, tornando-se significativamente maiores logo depois e depois diminuindo gradualmente de tamanho em direção à parte posterior da mandíbula. A análise dos dentes dos espinossaurídeos e sua comparação com os dentes dos tiranossaurídeos sugerem que as raízes profundas dos espinossaurídeos ajudaram a ancorar melhor os dentes desses animais e distribuir o estresse contra as forças laterais geradas durante as mordidas em cenários de predação e alimentação.

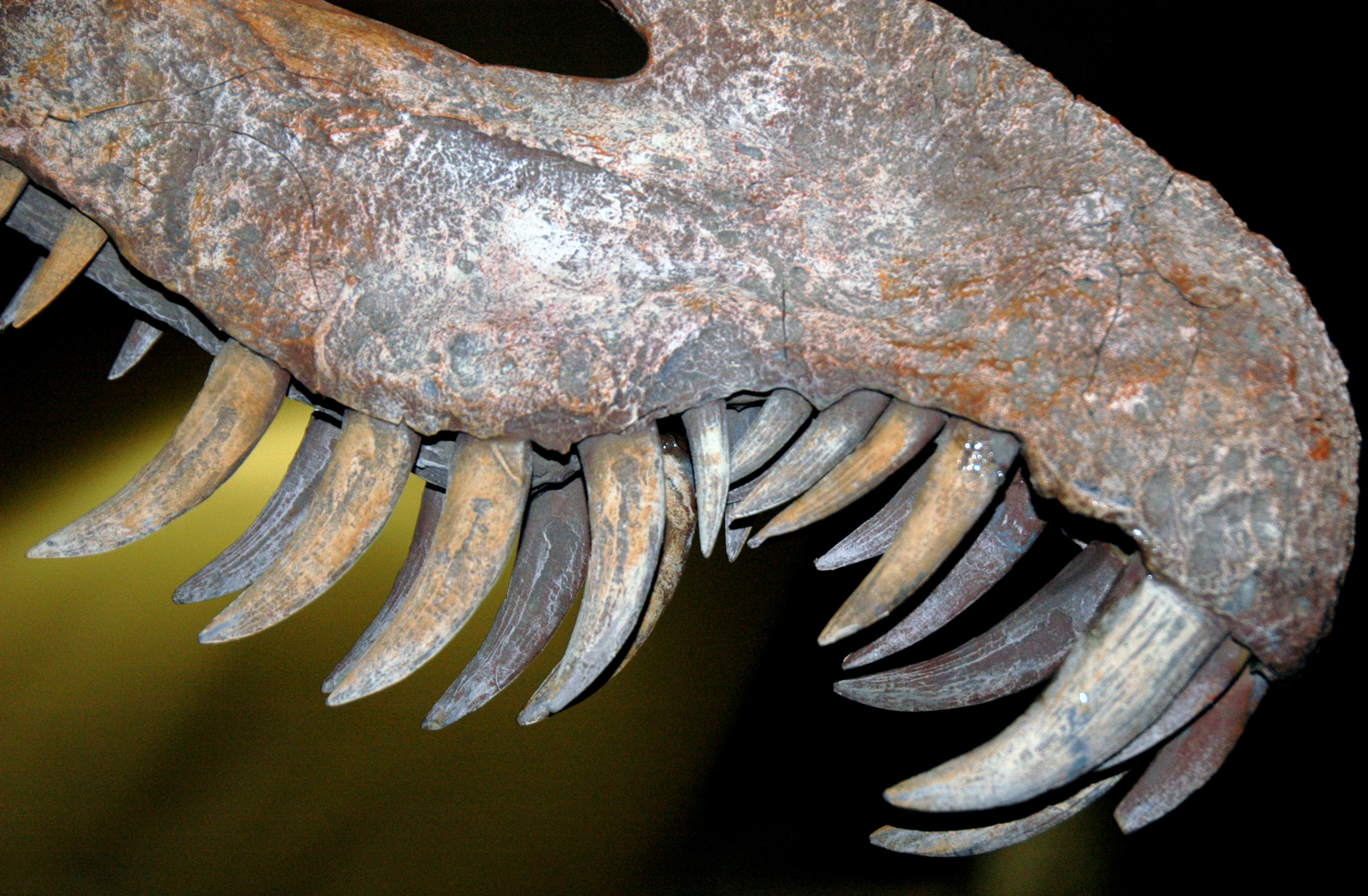
Foco nos dentes de um crânio de Suchomimus

Longitudinalmente no topo de seus crânios havia uma crista sagital fina e rasa que geralmente era mais alta perto ou acima dos olhos, tornando-se mais curta ou desaparecendo inteiramente na frente da cabeça. A crista da cabeça do Spinosaurus era em forma de pente e tinha ranhuras verticais distintas, enquanto as de Baryonyx e Suchomimus pareciam pequenas saliências triangulares. A crista mediana do Irritador parava acima e atrás dos olhos em uma forma bulbosa e achatada. No entanto, dado que nenhum crânio totalmente preservado é conhecido para o gênero, a forma completa da crista do Irritator é desconhecida. Cristatusaurus e Suchomimus (um possível sinônimo do primeiro) ambos tinham cristas pré-maxilares estreitas. Angaturama (um possível sinônimo de Irritator) tinha uma crista extraordinariamente alta em sua pré-maxila que quase ultrapassava a ponta do focinho com uma pequena saliência para a frente.
As narinas dos espinossaurídeos foram colocadas muito para trás no crânio, pelo menos atrás dos dentes da pré-maxila, em vez de na frente do focinho como na maioria dos terópodes. As de Baryonyx e Suchomimus eram grandes e começavam entre o primeiro e o quarto dentes maxilares, enquanto as narinas do Spinosaurus eram muito menores e mais retraídas. As narinas do Irritator foram posicionadas de forma semelhante às de Baryonyx e Suchomimus, e estavam entre as de Spinosaurus e Suchomimus em tamanho. Os espinossaurídeos tinham longos palatos secundários, estruturas ósseas e rugosas no céu da boca que também são encontradas em crocodilianos existentes, mas não na maioria dos dinossauros terópodes. Oxalaia tinha um palato secundário particularmente elaborado, enquanto a maioria dos espinossauros tinha outros mais suaves.  Os dentes dos espinossaurídeos eram cônicos, com seção transversal oval a circular e serrilhas ausentes ou muito finas. Seus dentes variavam de ligeiramente recurvados, como os de Baryonyx e Suchomimus, a retos, como os de Spinosaurus e Siamosaurus, e a coroa era frequentemente ornamentada com sulcos longitudinais ou cumes.

### Esqueleto pós-craniano
Os ossos coracóides dos ombros dos espinossaurídeos eram robustos e em forma de gancho. Os braços eram relativamente grandes e de constituição forte; o rádio (osso longo do antebraço) era robusto e geralmente apenas metade do comprimento do úmero (osso do braço). As mãos dos espinossaurídeos tinham três dedos, típicos dos tetanuros, e empunhavam um ungueal alargado no primeiro dedo (ou "polegar"), que formava o núcleo ósseo de uma garra de queratina. Em gêneros como Baryonyx e Suchomimus, as falanges (ossos dos dedos) eram de comprimento convencional para grandes terópodes, e tinham garras de mão em forma de gancho e fortemente curvadas. Com base no material fragmentado dos membros anteriores do Espinossauro, parece ter mãos mais longas e mais graciosas e garras mais retas do que outros espinossauros.
Os membros posteriores de Suchomimus e Baryonyx eram um pouco curtos e principalmente convencionais de outros terópodes megalossauróides. A região do quadril do Ichthyovenator foi reduzida, tendo o púbis (osso púbico) e ísquio mais curtos (osso do quadril inferior e posterior) em proporção ao ílio (osso do quadril principal) de qualquer outro terópode conhecido. O Spinosaurus tinha uma pelve e membros posteriores ainda menores em proporção ao tamanho do corpo; suas pernas compunham pouco mais de 25% do comprimento total do corpo. Restos de pés de espinossaurídeos substancialmente completos são conhecidos apenas de Spinosaurus. Ao contrário da maioria dos terópodes – que andam sobre três dedos, com o hálux (primeiro dedo) reduzido e elevado do chão – o espinossauro andava sobre quatro dedos funcionais, com um hálux aumentado que entrava em contato com o solo. Os ungueais (ossos de garras) de seus pés, em contraste com os ungueais mais profundos, menores e recurvados de outros terópodes, eram rasos, longos, grandes em relação ao pé e tinham o fundo plano. Com base em comparações com as aves limícolas modernas, é possível que os pés do Spinosaurus tivessem membranas.

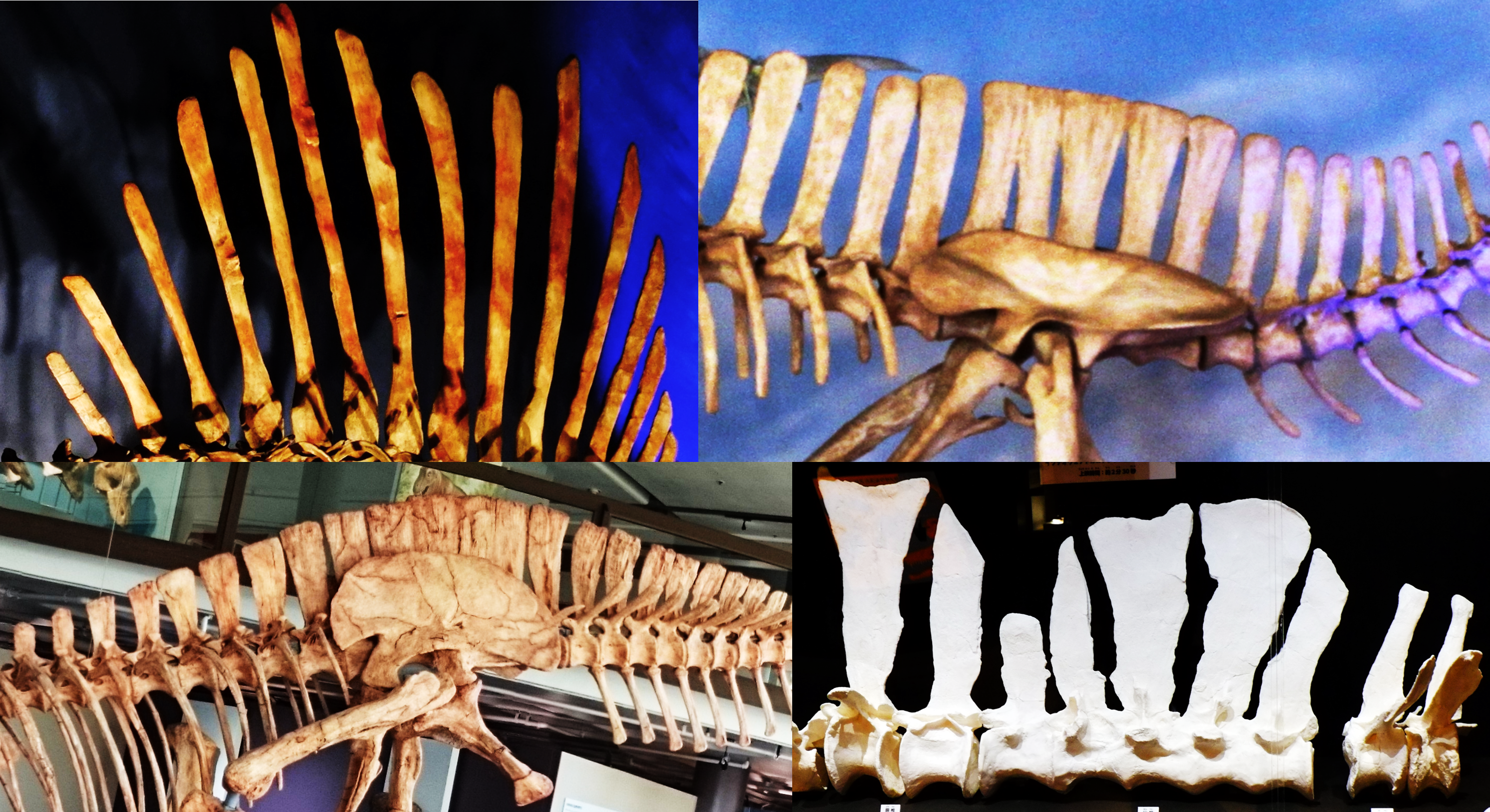
Espinhas neurais reconstruídas de quatro gêneros de espinossaurídeos:Spinosaurus, Irritator, Ichthyovenator, e Suchomimus.

As espinhas neurais projetadas para cima das vértebras dos espinossaurídeos (espinha dorsal) eram muito altas, mais do que na maioria dos terópodes. Em vida, esses espinhos teriam sido cobertos por pele ou tecido adiposo e formaram uma vela nas costas do animal, uma condição que também foi observada em alguns carcharodontosaurídeos e dinossauros ornitópodes.  As espinhas neurais de mesmo nome do Spinosaurus eram extremamente altas, medindo mais de 1 m de altura em algumas das vértebras dorsais (costas). Suchomimus tinha uma vela mais baixa, semelhante a um cume, na maior parte de suas costas, quadril e região da cauda. Baryonyx mostrou uma vela reduzida, com algumas das espinhas vertebrais mais traseiras sendo um pouco alongadas. O Ichthyovenator tinha uma vela sinusoidal (em forma de onda) que era separada em duas sobre os quadris, com as extremidades superiores de algumas espinhas neurais sendo largas e em forma de leque. Uma espinha neural do holótipo de Vallibonavenatrix mostra uma morfologia similar àquelas de Ichthyovenator, indicando a presença de uma vela neste gênero também. Um esqueleto parcial possivelmente referente a Angaturama também tinha espinhas neurais alongadas na região do quadril. A presença de uma vela em táxons fragmentários como Sigilmassasaurus é desconhecida. Em membros da subfamília Spinosaurinae, como Ichthyovenator e Spinosaurus, as espinhas neurais das vértebras caudais (cauda) eram altas e reclinadas, acompanhadas por divisas também alongadas – ossos longos e finos que formam a parte inferior da cauda. Isso foi mais pronunciado no gênero típico da família, no qual os espinhos e divisas formaram uma grande estrutura semelhante a um remo, aprofundando a cauda significativamente ao longo da maior parte de seu comprimento.

## Classificação

Diagrama ilustrando vários espinossaurídeos

A família Spinosauridae foi nomeada por Stromer em 1915 para incluir o único gênero Spinosaurus. O clado foi expandido à medida que mais parentes próximos do Spinosaurus foram descobertos. A primeira definição cladística de Spinosauridae foi fornecida por Paul Sereno em 1998 (como "Todos os membros mais próximos do Spinosaurus do que do Torvosaurus").
Tradicionalmente, Spinosauridae é dividido em duas subfamílias: Spinosaurinae, que contém os gêneros Ichthyovenator, Irritator, Oxalaia, Sigilmassasaurus e Spinosaurus, é marcada por dentes retos e não serrilhados e narinas externas que estão mais para trás no crânio do que os de fora desta família. E a Baryonychinae, que contém os gêneros Baryonyx e Suchomimus, é marcado por dentes serrilhados ligeiramente curvos, tamanho menor e mais dentes na mandíbula inferior atrás da roseta terminal do que nos espinossauros. Outros, como Siamosaurus, podem pertencer a Baryonychinae ou Spinosaurinae, mas são muito incompletamente conhecidos para serem atribuídos com confiança. Siamosaurus foi classificado como um espinossauro em 2018, mas os resultados são provisórios e não totalmente conclusivos.
A subfamília Spinosaurinae foi nomeada por Sereno em 1998 e definida por Thomas Holtz e colegas em 2004 como todos os táxons mais próximos de Spinosaurus aegyptiacus do que de Baryonyx walkeri. A subfamília Baryonychinae foi nomeada por Charig & Milner em 1986. Eles erigiram a subfamília e a família Baryonychidae para o recém-descoberto Baryonyx, antes de ser referido como Spinosauridae. Sua subfamília foi definida por Holtz e colegas em 2004, como o clado complementar de todos os táxons mais próximos de Baryonyx walkeri do que de Spinosaurus aegyptiacus. Exames em 2017 por Marcos Sales e Cesar Schultz indicam que os Spinosauridae sul-americanos Angaturama e Irritator foram intermediários entre Baronychinae e Spinosaurinae com base em suas características craniodentais e análise cladística. Isso indica que os barioniquinas podem, de fato, ser não monofiléticos. Seu cladograma pode ser visto abaixo.
|  | Angaturama                                              |
|  |                                                         |
|  | \| \| Oxalaia \| \| \| \| \| \| Spinosaurus \| \| \| \| |
|  |                                                         |
|  | Oxalaia                                                 |
|  |                                                         |
|  | Spinosaurus                                             |
|  |                                                         |

|  | Oxalaia     |
|  |             |
|  | Spinosaurus |
|  |             |

|  | Angaturama                                              |
|  |                                                         |
|  | \| \| Oxalaia \| \| \| \| \| \| Spinosaurus \| \| \| \| |
|  |                                                         |
|  | Oxalaia                                                 |
|  |                                                         |
|  | Spinosaurus                                             |
|  |                                                         |

|  | Oxalaia     |
|  |             |
|  | Spinosaurus |
|  |             |

O próximo cladograma exibe uma análise de Tetanurae simplificada para mostrar apenas Spinosauridae de colegas Allain em 2012.
|  | Irritator   |
|  |             |
|  | Spinosaurus |
|  |             |

|  | Ichthyovenator                                          |
|  |                                                         |
|  | \| \| Suchomimus \| \| \| \| \| \| Baryonyx \| \| \| \| |
|  |                                                         |
|  | Suchomimus                                              |
|  |                                                         |
|  | Baryonyx                                                |
|  |                                                         |

|  | Suchomimus |
|  |            |
|  | Baryonyx   |
|  |            |

|  | Irritator   |
|  |             |
|  | Spinosaurus |
|  |             |

|  | Ichthyovenator                                          |
|  |                                                         |
|  | \| \| Suchomimus \| \| \| \| \| \| Baryonyx \| \| \| \| |
|  |                                                         |
|  | Suchomimus                                              |
|  |                                                         |
|  | Baryonyx                                                |
|  |                                                         |

|  | Suchomimus |
|  |            |
|  | Baryonyx   |
|  |            |

A análise filogenética de 2018 por Arden e colegas, que incluiu muitos táxons não nomeados, resolveu Baryonychinae como monofilético, e também cunhou o novo termo Spinosaurini para o clado de Sigilmassasaurus e Spinosaurus.
|  | Baryonyx walkeri      |
|  |                       |
|  | Suchomimus tenerensis |
|  |                       |

|              | Irritator challengeri |
|              | |
|              | Oxalaia quilombensis |
|              | |
| Spinosaurini | \| \| Gara Samani taxon \| \| \| \| \| \| Sigilmassasaurus brevicollis \| \| \| \| \| \| Spinosaurus aegyptiacus \| \| \| \| |
|              | \| \| Gara Samani taxon \| \| \| \| \| \| Sigilmassasaurus brevicollis \| \| \| \| \| \| Spinosaurus aegyptiacus \| \| \| \| |
|              | Gara Samani taxon |
|              | |
|              | Sigilmassasaurus brevicollis                                                                                                 |
|              | |
|              | Spinosaurus aegyptiacus |
|              | |

|  | Gara Samani taxon            |
|  |                              |
|  | Sigilmassasaurus brevicollis |
|  |                              |
|  | Spinosaurus aegyptiacus      |
|  |                              |

|              | Irritator challengeri |
|              | |
|              | Oxalaia quilombensis |
|              | |
| Spinosaurini | \| \| Gara Samani taxon \| \| \| \| \| \| Sigilmassasaurus brevicollis \| \| \| \| \| \| Spinosaurus aegyptiacus \| \| \| \| |
|              | \| \| Gara Samani taxon \| \| \| \| \| \| Sigilmassasaurus brevicollis \| \| \| \| \| \| Spinosaurus aegyptiacus \| \| \| \| |
|              | Gara Samani taxon |
|              | |
|              | Sigilmassasaurus brevicollis                                                                                                 |
|              | |
|              | Spinosaurus aegyptiacus |
|              | |

|  | Gara Samani taxon            |
|  |                              |
|  | Sigilmassasaurus brevicollis |
|  |                              |
|  | Spinosaurus aegyptiacus      |
|  |                              |

|              | Irritator challengeri |
|              | |
|              | Oxalaia quilombensis |
|              | |
| Spinosaurini | \| \| Gara Samani taxon \| \| \| \| \| \| Sigilmassasaurus brevicollis \| \| \| \| \| \| Spinosaurus aegyptiacus \| \| \| \| |
|              | \| \| Gara Samani taxon \| \| \| \| \| \| Sigilmassasaurus brevicollis \| \| \| \| \| \| Spinosaurus aegyptiacus \| \| \| \| |
|              | Gara Samani taxon |
|              | |
|              | Sigilmassasaurus brevicollis                                                                                                 |
|              | |
|              | Spinosaurus aegyptiacus |
|              | |

|  | Gara Samani taxon            |
|  |                              |
|  | Sigilmassasaurus brevicollis |
|  |                              |
|  | Spinosaurus aegyptiacus      |
|  |                              |

|              | Irritator challengeri |
|              | |
|              | Oxalaia quilombensis |
|              | |
| Spinosaurini | \| \| Gara Samani taxon \| \| \| \| \| \| Sigilmassasaurus brevicollis \| \| \| \| \| \| Spinosaurus aegyptiacus \| \| \| \| |
|              | \| \| Gara Samani taxon \| \| \| \| \| \| Sigilmassasaurus brevicollis \| \| \| \| \| \| Spinosaurus aegyptiacus \| \| \| \| |
|              | Gara Samani taxon |
|              | |
|              | Sigilmassasaurus brevicollis                                                                                                 |
|              | |
|              | Spinosaurus aegyptiacus |
|              | |

|  | Gara Samani taxon            |
|  |                              |
|  | Sigilmassasaurus brevicollis |
|  |                              |
|  | Spinosaurus aegyptiacus      |
|  |                              |

|              | Irritator challengeri |
|              | |
|              | Oxalaia quilombensis |
|              | |
| Spinosaurini | \| \| Gara Samani taxon \| \| \| \| \| \| Sigilmassasaurus brevicollis \| \| \| \| \| \| Spinosaurus aegyptiacus \| \| \| \| |
|              | \| \| Gara Samani taxon \| \| \| \| \| \| Sigilmassasaurus brevicollis \| \| \| \| \| \| Spinosaurus aegyptiacus \| \| \| \| |
|              | Gara Samani taxon |
|              | |
|              | Sigilmassasaurus brevicollis                                                                                                 |
|              | |
|              | Spinosaurus aegyptiacus |
|              | |

|  | Gara Samani taxon            |
|  |                              |
|  | Sigilmassasaurus brevicollis |
|  |                              |
|  | Spinosaurus aegyptiacus      |
|  |                              |

|              | Irritator challengeri |
|              | |
|              | Oxalaia quilombensis |
|              | |
| Spinosaurini | \| \| Gara Samani taxon \| \| \| \| \| \| Sigilmassasaurus brevicollis \| \| \| \| \| \| Spinosaurus aegyptiacus \| \| \| \| |
|              | \| \| Gara Samani taxon \| \| \| \| \| \| Sigilmassasaurus brevicollis \| \| \| \| \| \| Spinosaurus aegyptiacus \| \| \| \| |
|              | Gara Samani taxon |
|              | |
|              | Sigilmassasaurus brevicollis                                                                                                 |
|              | |
|              | Spinosaurus aegyptiacus |
|              | |

|  | Gara Samani taxon            |
|  |                              |
|  | Sigilmassasaurus brevicollis |
|  |                              |
|  | Spinosaurus aegyptiacus      |
|  |                              |

|              | Irritator challengeri |
|              | |
|              | Oxalaia quilombensis |
|              | |
| Spinosaurini | \| \| Gara Samani taxon \| \| \| \| \| \| Sigilmassasaurus brevicollis \| \| \| \| \| \| Spinosaurus aegyptiacus \| \| \| \| |
|              | \| \| Gara Samani taxon \| \| \| \| \| \| Sigilmassasaurus brevicollis \| \| \| \| \| \| Spinosaurus aegyptiacus \| \| \| \| |
|              | Gara Samani taxon |
|              | |
|              | Sigilmassasaurus brevicollis                                                                                                 |
|              | |
|              | Spinosaurus aegyptiacus |
|              | |

|  | Gara Samani taxon            |
|  |                              |
|  | Sigilmassasaurus brevicollis |
|  |                              |
|  | Spinosaurus aegyptiacus      |
|  |                              |

|              | Irritator challengeri |
|              | |
|              | Oxalaia quilombensis |
|              | |
| Spinosaurini | \| \| Gara Samani taxon \| \| \| \| \| \| Sigilmassasaurus brevicollis \| \| \| \| \| \| Spinosaurus aegyptiacus \| \| \| \| |
|              | \| \| Gara Samani taxon \| \| \| \| \| \| Sigilmassasaurus brevicollis \| \| \| \| \| \| Spinosaurus aegyptiacus \| \| \| \| |
|              | Gara Samani taxon |
|              | |
|              | Sigilmassasaurus brevicollis                                                                                                 |
|              | |
|              | Spinosaurus aegyptiacus |
|              | |

|  | Gara Samani taxon            |
|  |                              |
|  | Sigilmassasaurus brevicollis |
|  |                              |
|  | Spinosaurus aegyptiacus      |
|  |                              |

|  | Baryonyx walkeri      |
|  |                       |
|  | Suchomimus tenerensis |
|  |                       |

|              | Irritator challengeri |
|              | |
|              | Oxalaia quilombensis |
|              | |
| Spinosaurini | \| \| Gara Samani taxon \| \| \| \| \| \| Sigilmassasaurus brevicollis \| \| \| \| \| \| Spinosaurus aegyptiacus \| \| \| \| |
|              | \| \| Gara Samani taxon \| \| \| \| \| \| Sigilmassasaurus brevicollis \| \| \| \| \| \| Spinosaurus aegyptiacus \| \| \| \| |
|              | Gara Samani taxon |
|              | |
|              | Sigilmassasaurus brevicollis                                                                                                 |
|              | |
|              | Spinosaurus aegyptiacus |
|              | |

|  | Gara Samani taxon            |
|  |                              |
|  | Sigilmassasaurus brevicollis |
|  |                              |
|  | Spinosaurus aegyptiacus      |
|  |                              |

|              | Irritator challengeri |
|              | |
|              | Oxalaia quilombensis |
|              | |
| Spinosaurini | \| \| Gara Samani taxon \| \| \| \| \| \| Sigilmassasaurus brevicollis \| \| \| \| \| \| Spinosaurus aegyptiacus \| \| \| \| |
|              | \| \| Gara Samani taxon \| \| \| \| \| \| Sigilmassasaurus brevicollis \| \| \| \| \| \| Spinosaurus aegyptiacus \| \| \| \| |
|              | Gara Samani taxon |
|              | |
|              | Sigilmassasaurus brevicollis                                                                                                 |
|              | |
|              | Spinosaurus aegyptiacus |
|              | |

|  | Gara Samani taxon            |
|  |                              |
|  | Sigilmassasaurus brevicollis |
|  |                              |
|  | Spinosaurus aegyptiacus      |
|  |                              |

|              | Irritator challengeri |
|              | |
|              | Oxalaia quilombensis |
|              | |
| Spinosaurini | \| \| Gara Samani taxon \| \| \| \| \| \| Sigilmassasaurus brevicollis \| \| \| \| \| \| Spinosaurus aegyptiacus \| \| \| \| |
|              | \| \| Gara Samani taxon \| \| \| \| \| \| Sigilmassasaurus brevicollis \| \| \| \| \| \| Spinosaurus aegyptiacus \| \| \| \| |
|              | Gara Samani taxon |
|              | |
|              | Sigilmassasaurus brevicollis                                                                                                 |
|              | |
|              | Spinosaurus aegyptiacus |
|              | |

|  | Gara Samani taxon            |
|  |                              |
|  | Sigilmassasaurus brevicollis |
|  |                              |
|  | Spinosaurus aegyptiacus      |
|  |                              |

|              | Irritator challengeri |
|              | |
|              | Oxalaia quilombensis |
|              | |
| Spinosaurini | \| \| Gara Samani taxon \| \| \| \| \| \| Sigilmassasaurus brevicollis \| \| \| \| \| \| Spinosaurus aegyptiacus \| \| \| \| |
|              | \| \| Gara Samani taxon \| \| \| \| \| \| Sigilmassasaurus brevicollis \| \| \| \| \| \| Spinosaurus aegyptiacus \| \| \| \| |
|              | Gara Samani taxon |
|              | |
|              | Sigilmassasaurus brevicollis                                                                                                 |
|              | |
|              | Spinosaurus aegyptiacus |
|              | |

|  | Gara Samani taxon            |
|  |                              |
|  | Sigilmassasaurus brevicollis |
|  |                              |
|  | Spinosaurus aegyptiacus      |
|  |                              |

|              | Irritator challengeri |
|              | |
|              | Oxalaia quilombensis |
|              | |
| Spinosaurini | \| \| Gara Samani taxon \| \| \| \| \| \| Sigilmassasaurus brevicollis \| \| \| \| \| \| Spinosaurus aegyptiacus \| \| \| \| |
|              | \| \| Gara Samani taxon \| \| \| \| \| \| Sigilmassasaurus brevicollis \| \| \| \| \| \| Spinosaurus aegyptiacus \| \| \| \| |
|              | Gara Samani taxon |
|              | |
|              | Sigilmassasaurus brevicollis                                                                                                 |
|              | |
|              | Spinosaurus aegyptiacus |
|              | |

|  | Gara Samani taxon            |
|  |                              |
|  | Sigilmassasaurus brevicollis |
|  |                              |
|  | Spinosaurus aegyptiacus      |
|  |                              |

|              | Irritator challengeri |
|              | |
|              | Oxalaia quilombensis |
|              | |
| Spinosaurini | \| \| Gara Samani taxon \| \| \| \| \| \| Sigilmassasaurus brevicollis \| \| \| \| \| \| Spinosaurus aegyptiacus \| \| \| \| |
|              | \| \| Gara Samani taxon \| \| \| \| \| \| Sigilmassasaurus brevicollis \| \| \| \| \| \| Spinosaurus aegyptiacus \| \| \| \| |
|              | Gara Samani taxon |
|              | |
|              | Sigilmassasaurus brevicollis                                                                                                 |
|              | |
|              | Spinosaurus aegyptiacus |
|              | |

|  | Gara Samani taxon            |
|  |                              |
|  | Sigilmassasaurus brevicollis |
|  |                              |
|  | Spinosaurus aegyptiacus      |
|  |                              |

|              | Irritator challengeri |
|              | |
|              | Oxalaia quilombensis |
|              | |
| Spinosaurini | \| \| Gara Samani taxon \| \| \| \| \| \| Sigilmassasaurus brevicollis \| \| \| \| \| \| Spinosaurus aegyptiacus \| \| \| \| |
|              | \| \| Gara Samani taxon \| \| \| \| \| \| Sigilmassasaurus brevicollis \| \| \| \| \| \| Spinosaurus aegyptiacus \| \| \| \| |
|              | Gara Samani taxon |
|              | |
|              | Sigilmassasaurus brevicollis                                                                                                 |
|              | |
|              | Spinosaurus aegyptiacus |
|              | |

|  | Gara Samani taxon            |
|  |                              |
|  | Sigilmassasaurus brevicollis |
|  |                              |
|  | Spinosaurus aegyptiacus      |
|  |                              |

|              | Irritator challengeri |
|              | |
|              | Oxalaia quilombensis |
|              | |
| Spinosaurini | \| \| Gara Samani taxon \| \| \| \| \| \| Sigilmassasaurus brevicollis \| \| \| \| \| \| Spinosaurus aegyptiacus \| \| \| \| |
|              | \| \| Gara Samani taxon \| \| \| \| \| \| Sigilmassasaurus brevicollis \| \| \| \| \| \| Spinosaurus aegyptiacus \| \| \| \| |
|              | Gara Samani taxon |
|              | |
|              | Sigilmassasaurus brevicollis                                                                                                 |
|              | |
|              | Spinosaurus aegyptiacus |
|              | |

|  | Gara Samani taxon            |
|  |                              |
|  | Sigilmassasaurus brevicollis |
|  |                              |
|  | Spinosaurus aegyptiacus      |
|  |                              |

## Paleobiologia

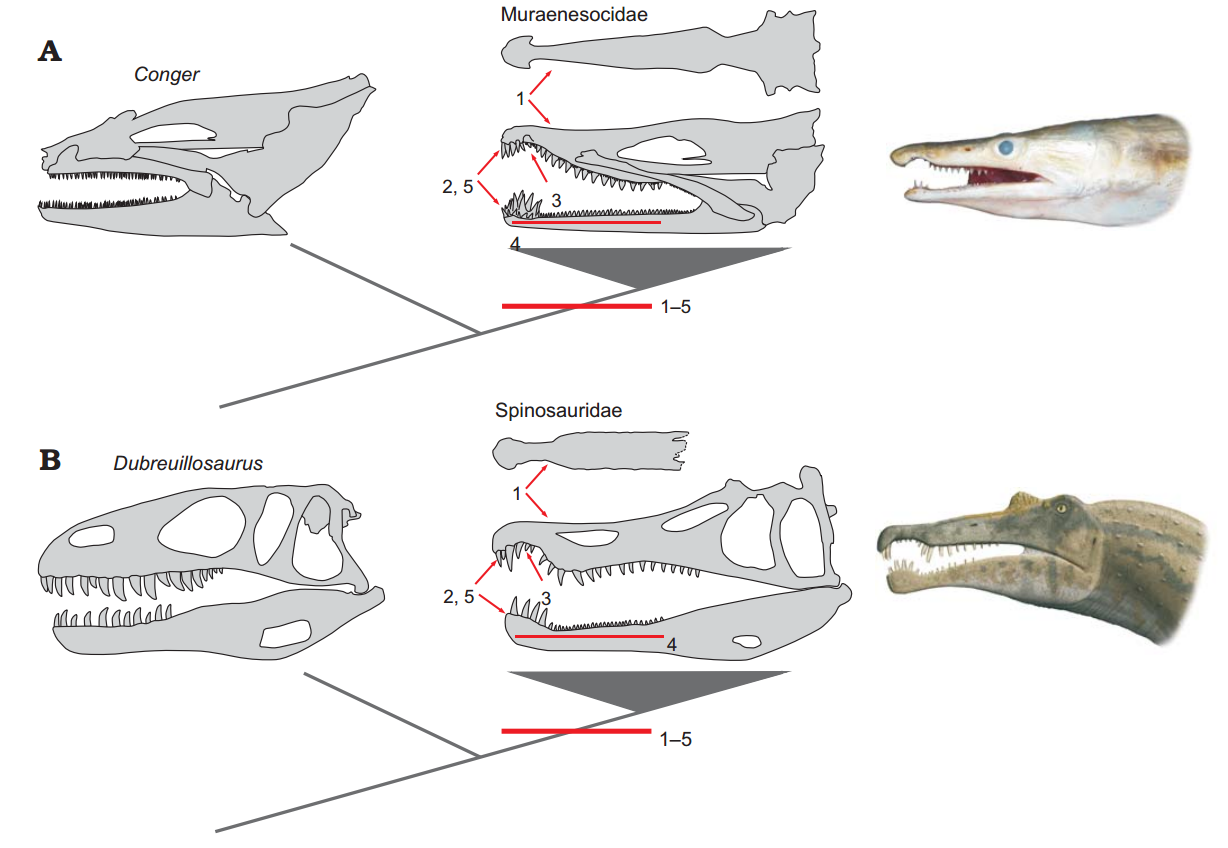
Comparação de um crânio de espinossauro com o de Dubreuillosaurus e duas enguias Muraenesocidae

Os dentes dos espinossaurídeos se assemelham aos dos crocodilos, que são usados para perfurar e segurar presas. Portanto, dentes com serrilhas pequenas ou sem serrilhas, como em espinossaurídeos, não eram bons para cortar ou rasgar a carne, mas ajudavam a garantir um forte aperto em uma presa em luta. As mandíbulas dos espinossaurídeos foram comparadas por Romain Vullo e colegas às da enguia congro, no que eles supuseram ser um traço de evolução convergente para a alimentação aquática. Ambos os tipos de animais têm alguns dentes na extremidade das mandíbulas superior e inferior que são maiores que os outros e uma área da mandíbula superior com dentes menores, criando uma lacuna na qual se encaixam os dentes alargados da mandíbula inferior, com o estrutura chamada de roseta terminal.

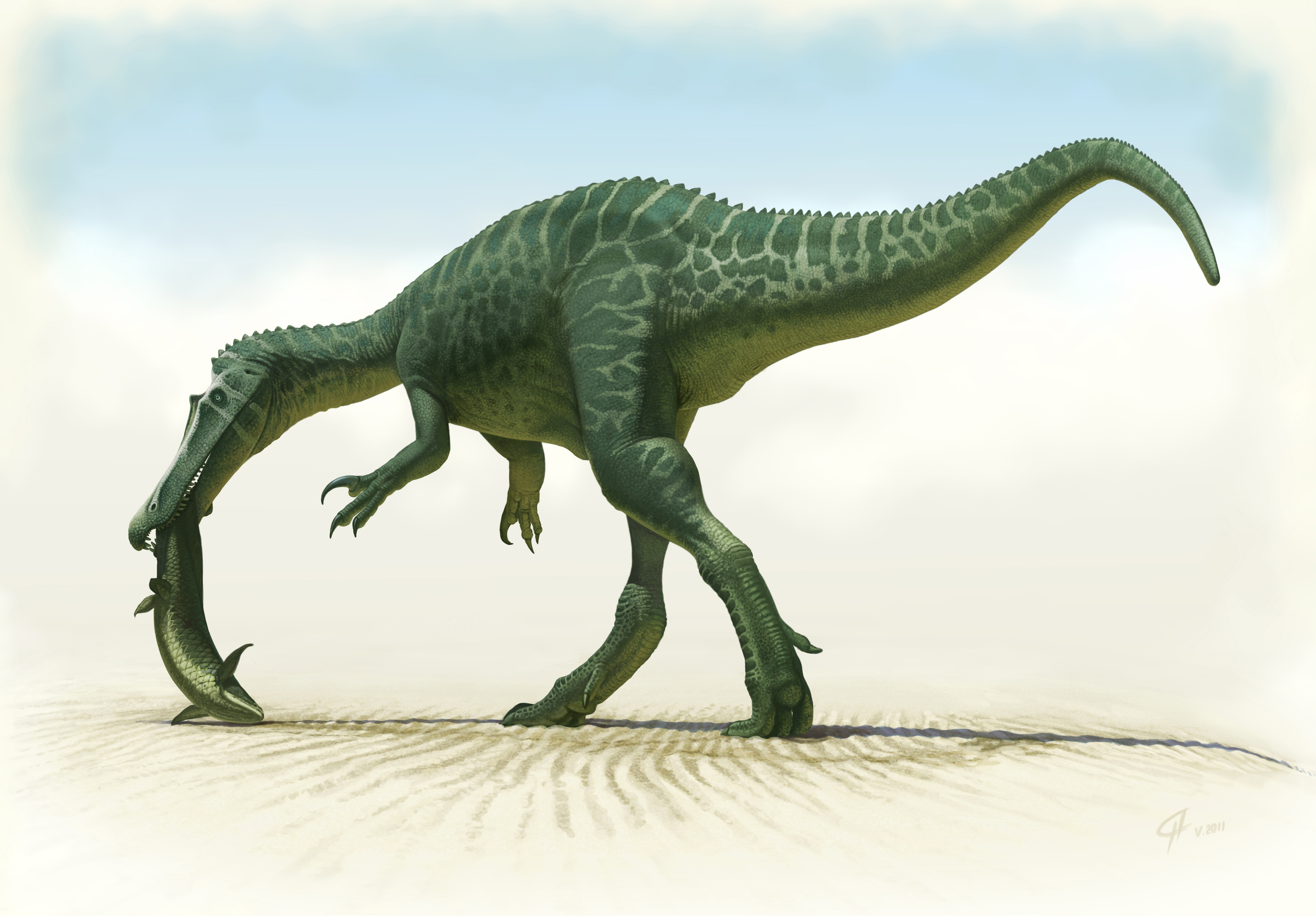
Representação artística de um Baryonyx com um peixe preso em suas mandíbulas

No passado, os espinossaurídeos eram frequentemente considerados piscívoros (comedores de peixe) em geral, com base em comparações de suas mandíbulas com as dos crocodilianos modernos. Em 2007, a paleontóloga britânica Emily J. Rayfield e colegas conduziram estudos biomecânicos no crânio de Baryonyx, que tinha um crânio longo e comprimido lateralmente, comparando-o aos crânios de gavial (longo, estreito, tubular) e de jacaré (plano e largo). Eles descobriram que a estrutura das mandíbulas do dinossauro convergia para a dos gaviais, em que os dois taxa mostraram padrões de resposta semelhantes ao estresse de cargas de alimentação simuladas, e o fizeram com e sem a presença de um palato secundário (simulado). O gavial, exemplar de focinho comprido, estreito e tubular, é especialista em peixes. No entanto, essa anatomia do focinho não exclui outras opções para os espinossaurídeos. O gavial é o exemplo mais extremo e especialista em peixes; Os crocodilos de água doce australianos, que têm crânios de forma semelhante aos gaviais, também se especializam mais em peixes do que em simpátricos, crocodilos de focinho largo e são alimentadores oportunistas que comem todos os tipos de pequenas presas aquáticas, incluindo insetos e crustáceos. Assim, os focinhos dos espinossaurídeos correlacionam-se com a piscivoria; isso é consistente com as hipóteses dessa dieta para espinossaurídeos, em particular nos dinossauros do clado Baryonychinae, mas não indica que eles eram exclusivamente piscívoros.

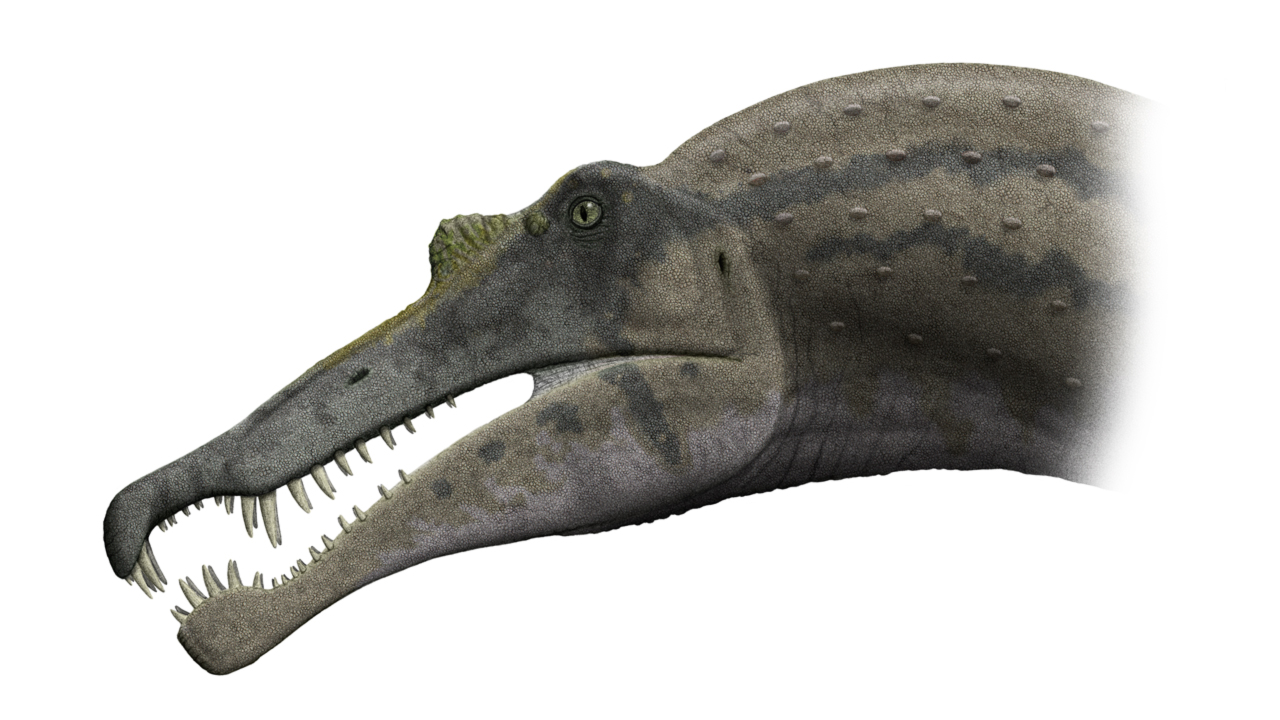
Representação artística da cabeça do Spinosaurus

Um estudo mais aprofundado de Andrew R. Cuff e Rayfield em 2013 sobre os crânios de Spinosaurus e Baryonyx não recuperou semelhanças nos crânios de Baryonyx e do gavial que o estudo anterior fez. Baryonyx teve, em modelos onde a diferença de tamanho dos crânios foi corrigida, maior resistência à torção e flexão dorsoventral do que o Spinosaurus e o gavial, enquanto ambos os espinossaurídeos foram inferiores ao gavial, jacaré e crocodilo-de-focinho-delgado em resistir à torção e flexão médio-lateral. Quando os resultados da modelagem não foram dimensionados de acordo com o tamanho, ambos os espinossaurídeos tiveram um desempenho melhor do que todos os crocodilianos na resistência à flexão e torção, devido ao seu tamanho maior. Assim, Cuff e Rayfield sugeriram que os crânios não foram construídos de forma eficiente para lidar bem com presas relativamente grandes, mas que os espinossaurídeos podem superar as presas simplesmente por sua vantagem de tamanho, e não pela constituição craniana. Em 2002, Hans-Dieter Sues e colegas estudaram a construção do crânio do espinossaurídeo e concluíram que seu modo de alimentação era usar golpes extremamente rápidos e poderosos para capturar presas pequenas usando suas mandíbulas, enquanto empregava os poderosos músculos do pescoço em movimentos rápidos. -e-movimento para baixo. Devido ao focinho estreito, o movimento vigoroso de um lado para o outro do crânio durante a captura de presas é improvável. Com base no tamanho e nas posições de suas narinas, Marcos Sales e Cesar Schultz em 2017 sugeriram que o Spinosaurus possuía uma maior dependência de seu olfato e um estilo de vida mais piscívoro do que Irritador e demais dinossauros de Baryonychinae.